# Viticuso
Viticuso är en ort och kommun i provinsen Frosinone i regionen Lazio i Italien. Kommunen hade 309 invånare (2018).